# Afrobrunnichia erecta
Afrobrunnichia erecta är en slideväxtart som först beskrevs av Aschers., och fick sitt nu gällande namn av Hutch. & Dalz.. Afrobrunnichia erecta ingår i släktet Afrobrunnichia och familjen slideväxter. Inga underarter finns listade i Catalogue of Life.